# La iena
La iena è un film del 1997 diretto da Joe D'Amato.

## Trama
Emy è una donna così bella e seducente che fa l'indossatrice di professione. Da alcuni anni è sposata con Max, un uomo d'affari di successo, insieme al quale vive a Los Angeles. Lui però fa una vita sempre in movimento e durante uno dei suoi numerosi viaggi di lavoro, lei, che si trova sola in casa, viene sequestrata da un maniaco stupratore di nome Roy. Quest'ultimo ha rapito anche Francesca, la sorella di Emy, e per liberarla pretende di avere in cambio dalla protagonista un'ingente somma di denaro. Durante la permanenza nella villa, il delinquente Roy intrattiene rapporti sessuali con Emy, con una sua amica di nome Dana, e con Francesca. Ma la vera "iena" del film è Angela, fidanzata di Roy e amante di Max, che non aspetta altro che Roy ricavi i soldi per poterglieli prendere e goderseli tutti per sé. Infatti, una volta ottenuto il denaro da Emy, Roy uccide entrambe le sorelle ma a sua volta verrà fatto fuori a tradimento dalla sua stessa donna, che fuggirà con la valigetta colma di dollari a bordo di un'auto.

## Collegamenti ad altre pellicole
Rimasta sola in casa la sera, la protagonista guarda alla televisione alcune sequenze del film Antropophagus, diretto sempre da D'Amato nel 1980.